# Lista över kyrkliga kulturminnen i Södermanlands län
Förteckning över kyrkliga kulturminnen i Södermanlands län.

## Eskilstuna kommun
| Namn                                         | Ursprunglig funktion                   | Byggår     | Arkitekt | Plats | Läge                 | Anläggnings-ID | Bild                                    |
| -------------------------------------------- | -------------------------------------- | ---------- | -------- | ----- | -------------------- | -------------- | --------------------------------------- |
| Ansgarskyrkan (Templet 1)                    | Kyrka med begravningsplats             | 1962       |          |       | koordinater saknas   |                | Ladda upp en till bild av denna byggnad |
| Barva kyrka (Barva kyrka 1:1)                | Kyrka med begravningsplats             | 1100-talet |          |       | koordinater saknas   |                | Ladda upp en till bild av denna byggnad |
| Fors kyrka (Fristaden 1:18)                  | Kyrka                                  | 1000-talet |          |       | koordinater saknas   |                | Ladda upp en till bild av denna byggnad |
| Gillberga kyrka (Gillberga kyrka 1:1)        | Kyrka                                  | 1100-talet |          |       | koordinater saknas   |                | Ladda upp en till bild av denna byggnad |
| Hammarby kyrka (Hammar by 20:1)              | Kyrka med begravningsplats             | 1100-talet |          |       | koordinater saknas   |                | Ladda upp en till bild av denna byggnad |
| Husby-Rekarne kyrka (Husby-Rekarne 9:1)      | Kyrka med begravningsplats             | 1100-talet |          |       | koordinater saknas   |                | Ladda upp en till bild av denna byggnad |
| Hällby kyrka (Hällby 1:30)                   | Kyrka                                  | 1931       |          |       | koordinater saknas   |                | Ladda upp en till bild av denna byggnad |
| Jäders kyrka (Jädersby 6:1)                  | Kyrka med begravningsplats             | 1100-talet |          |       | koordinater saknas   |                | Ladda upp en till bild av denna byggnad |
| Kjula kyrka (Kjula kyrka 1:1)                | Kyrka med begravningsplats             | 1100-talet |          |       | koordinater saknas   |                | Ladda upp en till bild av denna byggnad |
| Klosters kyrka (Nattvarden 1)                | Kyrka                                  | 1929       |          |       | koordinater saknas   |                | Ladda upp en till bild av denna byggnad |
| Lista kyrka (Lista 7:1)                      | Kyrka                                  | 1100-talet |          |       | koordinater saknas   |                | Ladda upp en till bild av denna byggnad |
| Näshulta kyrka (Näshulta kyrka 1:1)          | Kyrka med begravningsplats             | 1100-talet |          |       | koordinater saknas   |                | Ladda upp en till bild av denna byggnad |
| Råby-Rekarne kyrka (Råby-Rekarne 1:1)        | Kyrka                                  | 1100-talet |          |       | koordinater saknas   |                | Ladda upp en till bild av denna byggnad |
| Sankt Andreas kyrka (Hovslagaren 2)          | Kyrka                                  | 1988       |          |       | koordinater saknas   |                | Ladda upp en till bild av denna byggnad |
| S:t Eskils kapell (Åsbymon 1:23)             | Kapell                                 | 1909       |          |       | koordinater saknas   |                | Ladda upp en bild av denna byggnad      |
| Sankt Pauli kyrka (Dahlian 4)                | Kyrka                                  | 1978       |          |       | koordinater saknas   |                | Ladda upp en till bild av denna byggnad |
| Sankt Petri kyrka (Ämbetsmannen 8)           | Kyrka                                  | 1974       |          |       | koordinater saknas   |                | Ladda upp en till bild av denna byggnad |
| Skogskapellet (Bjällersta 1:2)               | Kapell                                 | 1965       |          |       | koordinater saknas   |                | Ladda upp en bild av denna byggnad      |
| Stenkvista kyrka (Stenkvista prästgård 1:12) | Kyrka                                  | 1794       |          |       | 59.314539, 16.531961 |                | Ladda upp en till bild av denna byggnad |
| Sundby kyrka (Sundby 6:4)                    | Kyrka med begravningsplats (1 byggnad) | 1100-talet |          |       | 59.43341, 16.63600   |                | Ladda upp en till bild av denna byggnad |
| Tomaskyrkan (Luxen 1)                        | Kyrka                                  | 1993       |          |       | koordinater saknas   |                | Ladda upp en till bild av denna byggnad |
| Torshälla kyrka (Torshälla 5:16)             | Kyrka med begravningsplats             | 1100-talet |          |       | koordinater saknas   |                | Ladda upp en till bild av denna byggnad |
| Tumbo kyrka (Tumbo prästgård 4:1)            | Kyrka med begravningsplats             | 1100-talet |          |       | koordinater saknas   |                | Ladda upp en till bild av denna byggnad |
| Vallby kyrka (Vallby 8:1)                    | Kyrka                                  | 1100-talet |          |       | koordinater saknas   |                | Ladda upp en till bild av denna byggnad |
| Värhulta kapell (Trångtorp 1:3)              | Kapell                                 | 1950       |          |       | koordinater saknas   |                | Ladda upp en bild av denna byggnad      |
| Västermo kyrka (Västermo kyrka 1:1)          | Kyrka                                  | 1100-talet |          |       | koordinater saknas   |                | Ladda upp en till bild av denna byggnad |
| Ärla kyrka (Ärla kyrka 1:1)                  | Kyrka                                  | 1789       |          |       | 59.25836, 16.59011   |                | Ladda upp en till bild av denna byggnad |
| Öja kyrka (Öja 1:1)                          | Kyrka                                  | 1849       |          |       | koordinater saknas   |                | Ladda upp en till bild av denna byggnad |

## Flens kommun
| Namn                                     | Ursprunglig funktion                   | Byggår     | Arkitekt | Plats | Läge                 | Anläggnings-ID | Bild                                    |
| ---------------------------------------- | -------------------------------------- | ---------- | -------- | ----- | -------------------- | -------------- | --------------------------------------- |
| Bettna kyrka (Bettnaby 8:1)              | Kyrka med begravningsplats (1 byggnad) | 1100-talet |          |       | 58.91360, 16.63546   |                | Ladda upp en till bild av denna byggnad |
| Blacksta kyrka (Blackstaby 3:1)          | Kyrka med begravningsplats (1 byggnad) | 1100-talet |          |       | 58.95782, 16.63435   |                | Ladda upp en till bild av denna byggnad |
| Dunkers kyrka (Dunkers kyrka 1:1)        | Kyrka med begravningsplats (1 byggnad) | 1200-talet |          |       | 59.16442, 16.81538   |                | Ladda upp en till bild av denna byggnad |
| Flens kyrka (Flens kyrkbol 1:2)          | Kyrka med begravningsplats (1 byggnad) | 1200-talet |          |       | 59.04768, 16.59509   |                | Ladda upp en till bild av denna byggnad |
| Forssa kyrka (Forssa kyrkbol 3:1)        | Kyrka med begravningsplats (1 byggnad) | 1200-talet |          |       | 58.99596, 16.73495   |                | Ladda upp en till bild av denna byggnad |
| Helgesta kyrka (Helgesta 4:1)            | Kyrka med begravningsplats (1 byggnad) | 1100-talet |          |       | 59.03092, 16.79016   |                | Ladda upp en till bild av denna byggnad |
| Hyltinge kyrka (Hyltinge kyrka 1:1)      | Kyrka med begravningsplats (1 byggnad) | 1300-talet |          |       | 59.08904, 16.81272   |                | Ladda upp en till bild av denna byggnad |
| Hälleforsnäs kyrka (Hällefors bruk 1:71) | Kyrka med begravningsplats (1 byggnad) | 1966       |          |       | 59.15148, 16.49419   |                | Ladda upp en till bild av denna byggnad |
| Lilla Malma kyrka (Komministern 8)       | Kyrka med begravningsplats (1 byggnad) | 1200-talet |          |       | 59.13497, 16.72653   |                | Ladda upp en till bild av denna byggnad |
| Mellösa kyrka (Mellösaby 2:24)           | Kyrka med begravningsplats (1 byggnad) | 1200-talet |          |       | 59.09928, 16.55427   |                | Ladda upp en till bild av denna byggnad |
| Vadsbro kyrka (Vadsbroby 1:9)            | Kyrka med begravningsplats (1 byggnad) | 1100-talet |          |       | 58.976808, 16.568619 |                | Ladda upp en till bild av denna byggnad |
| Årdala kyrka (Årdala 2:1)                | Kyrka med begravningsplats (1 byggnad) | 1100-talet |          |       | 58.99383, 16.82924   |                | Ladda upp en till bild av denna byggnad |

## Gnesta kommun
| Namn                                    | Ursprunglig funktion                   | Byggår     | Arkitekt | Plats | Läge               | Anläggnings-ID | Bild                                    |
| --------------------------------------- | -------------------------------------- | ---------- | -------- | ----- | ------------------ | -------------- | --------------------------------------- |
| Björnlunda kyrka (Björnlundagården 7:1) | Kyrka med begravningsplats (1 byggnad) | 1100-talet |          |       | 59.07323, 17.14685 |                | Ladda upp en till bild av denna byggnad |
| Dillnäs kyrka (Dillnäsby 2:1)           | Kyrka med begravningsplats (1 byggnad) | 1100-talet |          |       | 59.11492, 17.23748 |                | Ladda upp en till bild av denna byggnad |
| Frustuna kyrka (Frustuna kyrka 1:1)     | Kyrka med begravningsplats (1 byggnad) | 1100-talet |          |       | 59.05840, 17.30811 |                | Ladda upp en till bild av denna byggnad |
| Gryts kyrka (Grytsberg 7:1)             | Kyrka med begravningsplats (1 byggnad) | 1100-talet |          |       | 59.10186, 16.99440 |                | Ladda upp en till bild av denna byggnad |
| Gåsinge kyrka (Gåsinge 6:1)             | Kyrka med begravningsplats (1 byggnad) | 1200-talet |          |       | 59.08919, 17.20698 |                | Ladda upp en till bild av denna byggnad |
| Kattnäs kyrka (Kattnäs 7:1)             | Kyrka med begravningsplats (1 byggnad) | 1100-talet |          |       | 59.08021, 17.29569 |                | Ladda upp en till bild av denna byggnad |
| Torsåkers kyrka (Torsåkers Sörby 1:10)  | Kyrka med begravningsplats (1 byggnad) | 1100-talet |          |       | 58.95952, 17.36092 |                | Ladda upp en till bild av denna byggnad |

## Katrineholms kommun
| Namn                                              | Ursprunglig funktion                             | Byggår     | Arkitekt | Plats | Läge               | Anläggnings-ID | Bild                                    |
| ------------------------------------------------- | ------------------------------------------------ | ---------- | -------- | ----- | ------------------ | -------------- | --------------------------------------- |
| Björkviks kyrka (Björkviks kyrka 1:1)             | Kyrka med begravningsplats (1 byggnad)           | 1875       |          |       | 58.83396, 16.51982 |                | Ladda upp en till bild av denna byggnad |
| Floda kyrka (Floda kyrka 1:1)                     | Kyrka med begravningsplats (1 byggnad)           | 1100-talet |          |       | 59.06718, 16.36210 |                | Ladda upp en till bild av denna byggnad |
| Julita kyrka (Julita kyrka 1:1)                   | Kyrka med begravningsplats (1 byggnad)           | 1200-talet |          |       | 59.14187, 16.05442 |                | Ladda upp en till bild av denna byggnad |
| Katrineholms kyrka (Palmen 8)                     | Kyrka med kyrkotomt (1 byggnad)                  | 1903       |          |       | 58.99895, 16.20603 |                | Ladda upp en till bild av denna byggnad |
| Lerbo kyrka (Lerbo kyrka 1:1)                     | Kyrka med begravningsplats (1 byggnad)           | 1767       |          |       | 58.98003, 16.42603 |                | Ladda upp en till bild av denna byggnad |
| Nävertorps kyrka (Mejseln 5)                      | Kyrka sammanbyggd med församlingshem (1 byggnad) | 1966       |          |       | 58.98727, 16.18602 |                | Ladda upp en till bild av denna byggnad |
| Sandbäckskyrkan (Påfågeln 12)                     | Kyrka (1 byggnad)                                | 1972       |          |       | 58.98827, 16.22686 |                | Ladda upp en till bild av denna byggnad |
| Sköldinge kyrka (Sköldingeby 8:1)                 | Kyrka med begravningsplats (1 byggnad)           | 1100-talet |          |       | 59.03656, 16.43485 |                | Ladda upp en till bild av denna byggnad |
| Stora Malms kyrka (Stora Malms kyrka 1:1)         | Kyrka med begravningsplats (1 byggnad)           | 1200-talet |          |       | 58.96806, 16.36116 |                | Ladda upp en till bild av denna byggnad |
| Valla kyrka (Kyrkbacken 1)                        | Kyrka med kyrkotomt (1 byggnad)                  | 1962       |          |       | 59.02263, 16.38216 |                | Ladda upp en till bild av denna byggnad |
| Östra Vingåkers kyrka (Östra Vingåkers kyrka 1:1) | Kyrka med begravningsplats (1 byggnad)           | 1753       |          |       | 58.96880, 16.11289 |                | Ladda upp en till bild av denna byggnad |

## Nyköpings kommun
| Namn                                   | Ursprunglig funktion                             | Byggår          | Arkitekt | Plats | Läge               | Anläggnings-ID | Bild                                    |
| -------------------------------------- | ------------------------------------------------ | --------------- | -------- | ----- | ------------------ | -------------- | --------------------------------------- |
| Alla Helgona kyrka (Öster 1:16)        | Kyrka utan kyrkotomt eller begravningsplats      | 1200-talet      |          |       | koordinater saknas |                | Ladda upp en till bild av denna byggnad |
| Bergshammars kyrka (Bergshammar 17:1)  | Kyrka med begravningsplats (1 byggnad)           | 1400-talet      |          |       | 58.74220, 16.90342 |                | Ladda upp en till bild av denna byggnad |
| Bogsta kyrka (Bogsta 5:1)              | Kyrka med begravningsplats (1 byggnad)           | 1100-talet      |          |       | 58.87708, 17.17375 |                | Ladda upp en till bild av denna byggnad |
| Bälinge kyrka (Bälinge kyrka 1:1)      | Kyrka med begravningsplats (1 byggnad)           | 1200-talet      |          |       | 58.84380, 17.29649 |                | Ladda upp en till bild av denna byggnad |
| Bärbo kyrka (Bärbo 1:4)                | Kyrka med begravningsplats (1 byggnad)           | 1200-talet      |          |       | 58.83526, 16.87503 |                | Ladda upp en till bild av denna byggnad |
| Franciskuskapellet (Vildgåsen 1)       | Kyrka sammanbyggd med församlingshem (1 byggnad) | 1972            |          |       | 58.75521, 17.03730 |                | Ladda upp en till bild av denna byggnad |
| Halla kyrka (Björklunda 1:3)           | Kyrka med begravningsplats (1 byggnad)           | 1100-1200-talet |          |       | 58.85846, 16.62529 |                | Ladda upp en till bild av denna byggnad |
| Husby-Oppunda kyrka (Husbygård 5:1)    | Kyrka med begravningsplats (1 byggnad)           | 1200-1300-talet |          |       | 58.90876, 16.80421 |                | Ladda upp en till bild av denna byggnad |
| Kila kyrka (Ålberga gård 3:4)          | Kyrka med begravningsplats (1 byggnad)           | 1963            |          |       | 58.74572, 16.54865 |                | Ladda upp en till bild av denna byggnad |
| Lids kyrka (Lids kyrka 1:1)            | Kyrka med begravningsplats (1 byggnad)           | 1100-1200-talet |          |       | 58.91198, 16.99052 |                | Ladda upp en till bild av denna byggnad |
| Ludgo kyrka (Ludgo kyrka 1:1)          | Kyrka med begravningsplats (1 byggnad)           | 1100-1200-talet |          |       | 58.91613, 17.13347 |                | Ladda upp en till bild av denna byggnad |
| Lunda kyrka (Lunda 5:1)                | Kyrka med begravningsplats (1 byggnad)           | 1770-talet      |          |       | 58.74314, 16.73920 |                | Ladda upp en till bild av denna byggnad |
| Lästringe kyrka (Lästringe kyrka 1:1)  | Kyrka med begravningsplats (1 byggnad)           | 1100-talet      |          |       | 58.90242, 17.31177 |                | Ladda upp en till bild av denna byggnad |
| Mariagården, Nyköping (Gruvan 18)      | Kyrka sammanbyggd med församlingshem             | 1982            |          |       | koordinater saknas |                | Ladda upp en till bild av denna byggnad |
| Nykyrka kyrka (Nykyrka 1:1)            | Kyrka med begravningsplats (1 byggnad)           | 1100-talet      |          |       | 58.83077, 16.74550 |                | Ladda upp en till bild av denna byggnad |
| Ripsa kyrka (Ripsa kyrka 1:1)          | Kyrka med begravningsplats (1 byggnad)           | 1100-talet      |          |       | 58.98211, 16.93183 |                | Ladda upp en till bild av denna byggnad |
| Runtuna kyrka (Runtuna kyrka 1:1)      | Kyrka med begravningsplats (1 byggnad)           | 1100-talet      |          |       | 58.89116, 17.04402 |                | Ladda upp en till bild av denna byggnad |
| Råby-Rönö kyrka (Råby 5:1)             | Kyrka med begravningsplats (1 byggnad)           | 1200-talet      |          |       | 58.86810, 16.89359 |                | Ladda upp en till bild av denna byggnad |
| Sankta Katarina kyrka (Långsätter 3)   | Kyrka sammanbyggd med församlingshem             | 1997            |          |       | koordinater saknas |                | Ladda upp en till bild av denna byggnad |
| Sankt Nicolai kyrka (S:t Nikolaus 10)  | Kyrka med begravningsplats (1 byggnad)           | 1300-talet      |          |       | 58.75362, 17.00973 |                | Ladda upp en till bild av denna byggnad |
| Sjösa kapell (Skälkulla 4:122)         | Kyrka sammanbyggd med församlingshem             | 1990            |          |       | koordinater saknas |                | Ladda upp en bild av denna byggnad      |
| Spelviks kyrka (Spelvik 6:1)           | Kyrka med begravningsplats (1 byggnad)           | 1400-talet      |          |       | 58.90937, 17.11182 |                | Ladda upp en till bild av denna byggnad |
| Stigtomta kyrka (Stigtomta kyrkby 3:1) | Kyrka med begravningsplats (1 byggnad)           | 1200-talet      |          |       | 58.79555, 16.79198 |                | Ladda upp en till bild av denna byggnad |
| Svärta kyrka (Svärta prästbol 2:1)     | Kyrka med begravningsplats (1 byggnad)           | 1200-talet      |          |       | 58.81990, 17.08189 |                | Ladda upp en till bild av denna byggnad |
| Sättersta kyrka (Sättersta kyrkby 5:1) | Kyrka med begravningsplats (1 byggnad)           | 1100-1200-talet |          |       | 58.89177, 17.23488 |                | Ladda upp en till bild av denna byggnad |
| Tunabergs kyrka (Koppartorp 1:16)      | Kyrka med begravningsplats (1 byggnad)           | 1620            |          |       | 58.64473, 16.90178 |                | Ladda upp en till bild av denna byggnad |
| Tuna kyrka (Tuna kyrkby 2:1)           | Kyrka med begravningsplats (1 byggnad)           | 1200-talet      |          |       | 58.73731, 16.84224 |                | Ladda upp en till bild av denna byggnad |
| Tystberga kyrka (Tystberga 2:1)        | Kyrka med begravningsplats (1 byggnad)           | 1100-talet      |          |       | 58.86704, 17.25804 |                | Ladda upp en till bild av denna byggnad |
| Vrena kyrka (Vrenaby 28:1)             | Kyrka med begravningsplats (1 byggnad)           | 1200-talet      |          |       | 58.86022, 16.70062 |                | Ladda upp en till bild av denna byggnad |

## Oxelösunds kommun
| Namn                                | Ursprunglig funktion                             | Byggår | Arkitekt                 | Plats | Läge                 | Anläggnings-ID | Bild                                    |
| ----------------------------------- | ------------------------------------------------ | ------ | ------------------------ | ----- | -------------------- | -------------- | --------------------------------------- |
| Frösängs kapell (Oxelö 7:33)        | Kapell                                           | 1938   |                          |       | koordinater saknas   |                | Ladda upp en till bild av denna byggnad |
| Sankt Botvids kyrka (Sälen *9)      | Kyrka sammanbyggd med församlingshem (1 byggnad) | 1957   |                          |       | 58.67196, 17.10248   |                | Ladda upp en till bild av denna byggnad |
| Stjärnholms kyrka (Stjärnholm 1:58) |                                                  | 1671   | Wilhelm Böös Drakenhielm |       | 58.692625, 17.031639 |                | Ladda upp en till bild av denna byggnad |

## Strängnäs kommun
| Namn                                     | Ursprunglig funktion                   | Byggår     | Arkitekt | Plats | Läge               | Anläggnings-ID | Bild                                    |
| ---------------------------------------- | -------------------------------------- | ---------- | -------- | ----- | ------------------ | -------------- | --------------------------------------- |
| Aspö kyrka (Aspö kyrka 1:1)              | Kyrka med begravningsplats             | 1100-talet |          |       | koordinater saknas |                | Ladda upp en till bild av denna byggnad |
| Fogdö kyrka (Fogdö prästgård 4:1)        | Kyrka med begravningsplats             | 1100-talet |          |       | koordinater saknas |                | Ladda upp en till bild av denna byggnad |
| Franciskuskapellet (Ytterselö-Östa 1:54) | Kapell                                 | 1986       |          |       | koordinater saknas |                | Ladda upp en bild av denna byggnad      |
| Helgarö kyrka (Helgarö 9:1)              | Kyrka med begravningsplats             | 1100-talet |          |       | koordinater saknas |                | Ladda upp en till bild av denna byggnad |
| Härads kyrka (Härads kyrkby 2:19)        | Kyrka                                  | 1100-talet |          |       | koordinater saknas |                | Ladda upp en till bild av denna byggnad |
| Länna kyrka (Länna kyrka 1:1)            | Kyrka med begravningsplats             | 1200       |          |       | koordinater saknas |                | Ladda upp en till bild av denna byggnad |
| Mariefreds kyrka (Munken 3)              | Kyrka med begravningsplats             | 1697       |          |       | koordinater saknas |                | Ladda upp en till bild av denna byggnad |
| Strängnäs domkyrka (Kyrkberget 7)        | Kyrka med begravningsplats (1 byggnad) | 1291       |          |       | 59.37558, 17.03452 |                | Ladda upp en till bild av denna byggnad |
| Toresunds kyrka (Toresunds kyrka 1:1)    | Kyrka med begravningsplats             | 1100-talet |          |       | koordinater saknas |                | Ladda upp en till bild av denna byggnad |
| Vansö kyrka (Vansö kyrkby 4:1)           | Kyrka med begravningsplats             | 1100-talet |          |       | koordinater saknas |                | Ladda upp en till bild av denna byggnad |
| Ytterselö kyrka (Ytterselö kyrka 1:1)    | Kyrka med begravningsplats             | 1100-talet |          |       | koordinater saknas |                | Ladda upp en till bild av denna byggnad |
| Åkers kyrka (Åkers kyrka 1:1)            | Kyrka med begravningsplats             | 1100-talet |          |       | koordinater saknas |                | Ladda upp en till bild av denna byggnad |
| Överselö kyrka (Överselö kyrka 1:1)      | Kyrka                                  | 1200-talet |          |       | koordinater saknas |                | Ladda upp en till bild av denna byggnad |

## Trosa kommun
| Namn                                        | Ursprunglig funktion                   | Byggår     | Arkitekt | Plats | Läge               | Anläggnings-ID | Bild                                    |
| ------------------------------------------- | -------------------------------------- | ---------- | -------- | ----- | ------------------ | -------------- | --------------------------------------- |
| Trosa lands kyrka (Trosa landskyrka 1:1)    | Kyrka med begravningsplats (1 byggnad) | 1200-talet |          |       | 58.93878, 17.51515 |                | Ladda upp en till bild av denna byggnad |
| Trosa stads kyrka (Kyrkan 10)               | Kyrka med begravningsplats (1 byggnad) | 1710       |          |       | 58.89799, 17.54406 |                | Ladda upp en till bild av denna byggnad |
| Vagnhärads kyrka (Vagnhärads kyrka 1:1)     | Kyrka med begravningsplats (1 byggnad) | 1200-talet |          |       | 58.94732, 17.49919 |                | Ladda upp en till bild av denna byggnad |
| Västerljungs kyrka (Västerljungs kyrka 1:1) | Kyrka med begravningsplats (1 byggnad) | 1100-talet |          |       | 58.92233, 17.44902 |                | Ladda upp en till bild av denna byggnad |

## Vingåkers kommun
| Namn                                              | Ursprunglig funktion                   | Byggår     | Arkitekt | Plats | Läge               | Anläggnings-ID | Bild                                    |
| ------------------------------------------------- | -------------------------------------- | ---------- | -------- | ----- | ------------------ | -------------- | --------------------------------------- |
| Västra Vingåkers kyrka (Västra Vingåkers kyrka 1) | Kyrka med begravningsplats (1 byggnad) | 1300-talet |          |       | 59.05312, 15.87850 |                | Ladda upp en till bild av denna byggnad |
| Österåkers kyrka (Österåkers kyrka 1:1)           | Kyrka med begravningsplats (1 byggnad) | 1100-talet |          |       | 59.12219, 15.98955 |                | Ladda upp en till bild av denna byggnad |